# Claudia de Châlon
Claudia de Chalon-Orange (1498 - Diest, 31 de mayo de 1521) fue la segunda esposa de Enrique III de Nassau-Breda, casados en 1515. Fue la madre de Renato de Châlon, señor de Breda, el primer miembro de la Casa de Nassau en ser Príncipe de Orange.

## Biografía
Claude nació en 1498, el primero de los tres hijos del príncipe de Orange, Juan IV de Chalon-Arlay y de Filiberta de Luxemburgo (hija del conde Antonio II de Ligny). Su nombre, Claudia, también se dio a su hermano menor (1499). Su padre murió el 15 de abril de 1502, dejando la regencia a su mujer en nombre de su tercer hijo, Filiberto de Chalôns, que entonces tenía poco más de veinte días, el segundo hijo había muerto en 1500.

### Matrimonio e hijo
En 1515, se casó con el conde Enrique III de Nassau-Breda con el que tuvo a su hijo Renato de Châlon, el futuro príncipe de Orange, que se casó con Ana de Lorena (hija del duque Antonio de Lorena). 
Después de su muerte en 1521, su cuerpo fue enterrado en la iglesia Grote Kerk de Breda. 
El 15 de agosto de 1530, su hermano Filiberto de Chalôns (1502-1530) Príncipe de Orange, Señor de Arlay y señor de Nozeroy murió sin hijos en la batalla de Gavinana. El hijo de Claudia, Renato de Châlon le sucedió como Príncipe de Orange.